# Рівняння Брейта
Рівняння Брейта — релятивістське хвильове рівняння, отримане Ґреґорі Брейтом у 1929 році на основі рівняння Дірака. Воно описує дві чи більше масивні частинки зі спіном 1/2 (наприклад, електрони), що взаємодіють електромагнітно з точністю до першого порядку теорії збурень. Воно враховує магнітні взаємодії та запізнювальні ефекти з точністю до 1/c2. Коли інші квантові електродинамічні ефекти незначні, це рівняння демонструє добре узгодження з експериментом. Вперше воно було отримане з дарвінівського лагранжіану, а пізніше доведене в теорії поглинання Вілера-Фейнмана та, зрештою, в квантовій електродинаміці.

## Вступ
Рівняння Брейта є не лише наближенням в термінах квантової механіки, а й в термінах теорії відносності, оскільки не є цілком інваріантним щодо перетворень Лоренца. Як і рівняння Дірака, воно трактує ядра як точкові джерела зовнішнього поля для частинок, які воно описує. Для N рівняння Брейта має вигляд (rij — відстань між частинками i та j):
{\displaystyle i\hbar {\frac {\partial \Psi }{\partial t}}=\left(\sum _{i}{\hat {H}}_{D}(i)+\sum _{i>j}{\frac {1}{r_{ij}}}-\sum _{i>j}{\hat {B}}_{ij}\right)\Psi }
де
{\displaystyle {\hat {H}}_{D}(i)=\left[q_{i}\phi (\mathbf {r} _{i})+c\sum _{s=x,y,z}\alpha _{s}(i)\pi _{s}(I)+\alpha _{0}(I)m_{0}c^{2}\right]}
є гамільтоніаном Дірака (див. рівняння Дірака) для i-ї частинки з координатою ri, а φ(ri) — скалярний потенціал в цьому положенні. qi — заряд частинки, тому для електрона qi = — e. Одноелектронні діраківські гамільтоніани разом зі своїми миттєвими кулонівськими взаємодіями 1/rij формують оператор Дірака-Кулона. До цього Брейт додав наступний оператор (оператор Брейта):
{\displaystyle {\hat {B}}_{ij}=-{\frac {1}{2r_{ij}}}\left[\mathbf {a} (i)\cdot \mathbf {a} (j)+{\frac {\left(\mathbf {a} (i)\cdot \mathbf {r} _{ij}\right)\left(\mathbf {a} (j)\cdot \mathbf {r} _{ij}\right)}{r_{ij}^{2}}}\right]},
де матриці Дірака для i-го електрона: a(i) = [αx(i),αy(i),αz(i)]. Два доданки в операторі Брейта відповідають запізнювальним ефектам до першого порядку. Хвильова функція Ψ в рівнянні Брейта є спінором з 4N елементами, оскільки кожен електрон описується діраківським біспінором з 4 елементами і повна хвильова функція є їхнім тензорним добутком.

## Гамільтоніани Брейта
Повний гамільтоніан у рівнянні Брейта, так званий гамільтоніан Дірака-Кулона-Брейта (HDCB) може бути розкладений на оператори енергії для електронів в магнітному та електричному полях, що є добре означеними у взаємодіях молекул з магнітними полями (наприклад, у випадку ядерного магнітного резонансу):
{\displaystyle {\hat {B}}_{ij}={\hat {H}}_{0}+{\hat {H}}_{1}+...+{\hat {H}}_{6}},
де
- {\displaystyle {\hat {H}}_{0}=\sum _{i}{\frac {{\hat {p}}_{i}^{2}}{2m_{i}}}+V} — нерелятивістський гамільтоніан ({\displaystyle m_{i}} — маса i-ї частинки)
- {\displaystyle {\hat {H}}_{1}=-{\frac {1}{8c^{2}}}\sum _{i}{\frac {{\hat {p}}_{i}^{4}}{m_{i}^{3}}}} — пов'язаний з залежністю маси від швидкості: {\displaystyle E_{kin}^{2}-\left(m_{0}c^{2}\right)^{2}=m^{2}v^{2}c^{2}}.
- {\displaystyle {\hat {H}}_{2}=-\sum _{i>j}{\frac {q_{i}q_{j}}{2r_{ij}m_{i}m_{j}c^{2}}}\left[\mathbf {\hat {p}} _{i}\cdot \mathbf {\hat {p}} _{j}+{\frac {r_{ij}(r_{ij}\mathbf {\hat {p}} _{i})\cdot \mathbf {\hat {p}} _{j}}{r_{ij}^{2}}}\right]} — поправка, що частково враховує запізнення і може бути описана як взаємодія між магнітними дипольними моментами частинок, що з'являється внаслідок орбітального руху зарядів.
- {\displaystyle {\hat {H}}_{3}={\frac {\mu _{B}}{c}}\sum _{i}{\frac {1}{m_{i}}}\mathbf {s} _{i}\cdot \left[\mathbf {F} (\mathbf {r} _{ij})\times \mathbf {\hat {p}} _{i}+\sum _{j>i}{\frac {2q_{i}}{r_{ij}^{3}}}\mathbf {r} _{ij}\times \mathbf {\hat {p}} _{j}\right]} — класична взаємодія між орбітальними магнітними моментами (що є наслідками орбітального руху зарядів) та спіновими магнітними моментами (так звана спін-орбітальна взаємодія). Перший доданок описує взаємодію спіна частинки з її власним орбітальним моментом (F(ri) є електричним полем в місці розташування частинки), а другий доданок — з орбітальним моментом іншої частинки.
- {\displaystyle {\hat {H}}_{4}={\frac {ih}{8\pi c^{2}}}\sum _{i}{\frac {q_{i}}{m_{i}^{2}}}\mathbf {\hat {p}} _{i}\cdot \mathbf {F} (\mathbf {r} _{i})} — некласичний, властивий теорії Дірака доданок, що також називають дарвінівським доданком.
- {\displaystyle {\hat {H}}_{5}=4\mu _{B}^{2}\sum _{i>j}\left\lbrace -{\frac {8\pi }{3}}(\mathbf {s} _{i}\cdot \mathbf {s} _{j})\delta (\mathbf {r} _{ij})+{\frac {1}{r_{ij}^{3}}}\left[\mathbf {s} _{i}\cdot \mathbf {s} _{j}-{\frac {3(\mathbf {s} _{i}\cdot \mathbf {r} _{ij})(\mathbf {s} _{j}\cdot \mathbf {r} _{ij})}{r_{ij}^{2}}}\right]\right\rbrace } — магнітно-моментна спін-спінова взаємодія. Перший доданок називається контактною взаємодією. Він ненульовий лише коли частинки знаходяться в одній точці. Другий доданок — класична взаємодія диполь-дипольного типу.
- {\displaystyle {\hat {H}}_{6}=2\mu _{B}\sum _{i}\left[\mathbf {H} (\mathbf {r} _{i})\cdot \mathbf {s} _{i}+{\frac {q_{i}}{m_{i}c}}\mathbf {A} (\mathbf {r} _{i})\cdot \mathbf {\hat {p}} _{i}\right]} — взаємодія спінового та орбітального магнітного моментів з зовнішнім магнітним полем H.

Де
{\displaystyle V=\sum _{i>j}{\frac {q_{i}q_{j}}{r_{ij}}}}
та
{\displaystyle \mu _{B}={\frac {e\hbar }{2mc}}}